# Dimitri Ginev
Dimitri Ginev (* 3. Juli 1956 in Warna; † 5. Juni 2021 in Sofia) war Professor für Geschichte der kulturwissenschaftlichen Diskurse.

## Leben
Dimitri Ginev habilitierte sich 1987 an der Bulgarischen Akademie der Wissenschaften mit einer Arbeit über die hermeneutischen Aspekte der postempirischen Wissenschaftstheorie. Er war ab 1989 Professor für Geschichte der kulturwissenschaftlichen Diskurse an der Universität Sofia. Seine Forschungsschwerpunkte hingen mit den Traditionen der hermeneutischen Phänomenologie und des nachmetaphysischen Denkens, der nicht-analytischen Wissenschaftstheorie, der hermeneutischen Theorie der Praktiken und Lebensformen, der Sprachhermeneutik und der Methodologie der doppelten Hermeneutik zusammen. Im Jahr 1990 war er Visiting Fellow am Center for Philosophy of Science, University of Pittsburgh. In den 1990er Jahren nahm Ginev an verschiedenen Forschungsprojekten teil, die an der Universität Marburg, der Universität Düsseldorf und der Ruhr-Universität Bochum durchgeführt wurden. Er war auch Stipendiat der Alexander-von-Humboldt-Stiftung an der Humboldt-Universität zu Berlin, Fulbright Scholar an der Catholic University of America und Senior Fellow des Zukunftskollegs an der Universität Konstanz. Im Jahr 1992 gründete Ginev die internationale Zeitschrift Studia Culturologica. Er starb im Juni 2021 im Alter von 64 Jahren in Sofia.

## Monographien (Auswahl)
- Grundriss einer kritischen Wissenschaftstheorie. New York/Frankfurt a. M.: Peter Lang 1989.
- Die Mehrdimensionalität geisteswissenschaftlicher Erfahrung. Essen: Blaue Eule 1995.
- A Passage to a Hermeneutic Philosophy of Science. Amsterdam: Rodopi 1997.
- Essays in Hermeneutics of Science. Aldershot: Avebury 1997; Routledge 2018.
- Critique of Epistemological Reason. Sofia: Akademischer Verlag 2000.
- Entre Hermeneutique et Anthropologie. Frankfurt a. M./Wien/Paris: Lang 2004.
- The Context of Constitution. Beyond the Edge of Justification (Boston Studies in the Philosophy of Science). Springer 2006.
- Steps in Overcoming Scientism. Wien/Sofia: Idea 2007.
- Transformationen der Hermeneutik. Würzburg: Königshausen und Neumann 2008.
- Das hermeneutische Projekt Georg Mischs. Wien: Passagen Verlag 2011.
- The Tenets of Cognitive Existentialism. Athens, OH: Ohio University Press 2011.
- Practices and Possibilities. Würzburg: Königshausen und Neumann 2013.
- Debating Cognitive Existentialism. Leiden: Brill 2015.
- Hermeneutic Realism. Reality Within Scientific Inquiry. Springer, 2016.
- Toward a Hermeneutic Theory of Social Practices: Between Existential Analytic and Social Theory.  London/New York: Routledge 2018.
- Scientific Conceptualization and Ontological Difference. Berlin/Boston: de Gruyter 2019.